# Cardiacera
Cardiacera är ett släkte av tvåvingar. Cardiacera ingår i familjen Pyrgotidae.

## Dottertaxa tillCardiacera, i alfabetisk ordning[1]
- Cardiacera acuticornis
- Cardiacera anthonyi
- Cardiacera armipes
- Cardiacera barringtoni
- Cardiacera bella
- Cardiacera bourkei
- Cardiacera calabyana
- Cardiacera campbelli
- Cardiacera carnei
- Cardiacera cribripennis
- Cardiacera dispar
- Cardiacera guttipennis
- Cardiacera imitatrix
- Cardiacera inermis
- Cardiacera latifrons
- Cardiacera maculipennis
- Cardiacera miliacea
- Cardiacera minor
- Cardiacera montana
- Cardiacera multipuncata
- Cardiacera nigrescens
- Cardiacera noctua
- Cardiacera norsemanica
- Cardiacera nova
- Cardiacera ocelligera
- Cardiacera pilosocula
- Cardiacera punctulata
- Cardiacera rava
- Cardiacera setosa
- Cardiacera simulatrix
- Cardiacera strumosa
- Cardiacera triangularis
- Cardiacera uniforma